# Vardanes I Mamiconi
Vardanes I Mamiconi fou cap del partit persa d'Armènia, després del 350 i fins a una data propera al 365.
Segons Christian Settipani era fill d'Hamazasp, que era fill d'Artavasdes I; i segons Cyril Toumanoff era fill d'Artavasdes II. De totes maneres, era el germà de Baanes Mamiconi i Vasaces I Mamiconi.
Abans del 350 el nakharar Zora Reixtuní es va revoltar contra el rei Tigranes VII d'Armènia, amb l'ajut dels Arzerunis, en protesta pel tracte del rei a l'església. Tigranes el va derrotar i va ordenar l'extermini de les famílies Reixtuní i Arzerunis dels que només es van salvar dos membres, Tadjat Reixtuní (nebot de Zora) i Savaspes Arzeruni, que foren protegits per Vardanes i Vasaces Mamiconi, que per això foren proscrits i es van exiliar a Taik.
El nou rei Àrsaces II d'Armènia va donar el seu favor a la família dels Mamiconis, proscrita pel seu pare, i els va permetre retornar de Taik i van ser restablerts als seus honors. Vasaces fou nomenat sparapet (generalíssim) i la família també va tenir el càrrec de stratelat.
En el marc de la guerra de Roma amb els perses, l'aliança d'Àrsaces fou sol·licitada per Shapur II de Pèrsia. Àrsaces va acabar jurat fidelitat al rei de Pèrsia, jurament que va haver de fer sobre els Evangelis. Àrsaces no va tardar a fugir de la cort persa i retornat al seu país va renunciar a l'aliança amb els sassànides seguint el consell de Vasaces, germà de Vardanes, que encapçalava el partit proromà, alhora que Vardanes Mamiconi encapçalava els partidaris dels perses, i el seguia son germà Baanes Mamiconi que poc després es va exiliar a Pèrsia.
El decret del 449 d'Isdigerdes II (439-457) ordenava als armenis convertir-se del cristianisme al zoroastrisme; els armenis van refusar i es van revoltar. Els perses van enviar un exèrcit que es va trobar amb el dels nobles armenis a la batalla d'Avarair a la vora del riu Timut, on Vardanes va morir. Tot i la victòria persa, no van poder imposar la seva religió, i Vardanes és considerat un heroi nacional per als armenis.